# Franz Anton Mesmer
Franz někdy také Friedrich Anton Mesmer (23. května 1734, Iznang am Bodensee – 5. března 1815, Meersburg am Bodensee) byl švýcarský lékař, praotec hypnózy a psychoterapie. Ve své terapii využíval tzv. živočišný magnetismus a magnetoterapii. Tato metoda se také nazývá mesmerismus.

## Život
Vystudoval teologii v Ingolstadtu (získal zde doktorát z filosofie) a později medicínu na univerzitě ve Vídni, kterou dokončil v roce 1766 jako Dr. med. dizertační prací De planetarum influxu, ve které položil základy svého učení o živočišném magnetismu.
V roce 1778 se oženil s bohatou vdovou Marií Annou von Posch a otevřel si ve Vídni praxi. Zde se mimo jiné stýkal i s Mozartovou rodinou. Mesmer rád hrával na skleněnou harmoniku a Wolfgang Amadeus pro něj složil dvě skladby pro tento nástroj. V roce 1773–74 poprvé použil k léčbě hysterické pacientky Franzisky Österlinové metodu přikládání klasických magnetů k různým částem těla. Pacientka cítila tajemné proudění v celém těle a cítila se po léčbě uvolněna. Začíná touto metodou léčit další pacienty hlavně z vídeňské smetánky. Provádí dokonce i skupinovou magnetoterapii.
V červenci 1775 se vydal na cestu po Moravě a Uhrách, mimo jiné léčil barona Horeckého z Horky a jeho manželku na neurčeném zámku. Pak odjel do svého rodiště u Bodamského jezera, kde léčil nemocné. Velké publicity se Mesmerovi dostalo po vyléčení téměř slepého a ochrnutého akademického rady Osterwalda. Díky tomu byl Mesmer dne 28. listopadu 1775 slavnostně jmenován členem Bavorské akademie věd v Mnichově.

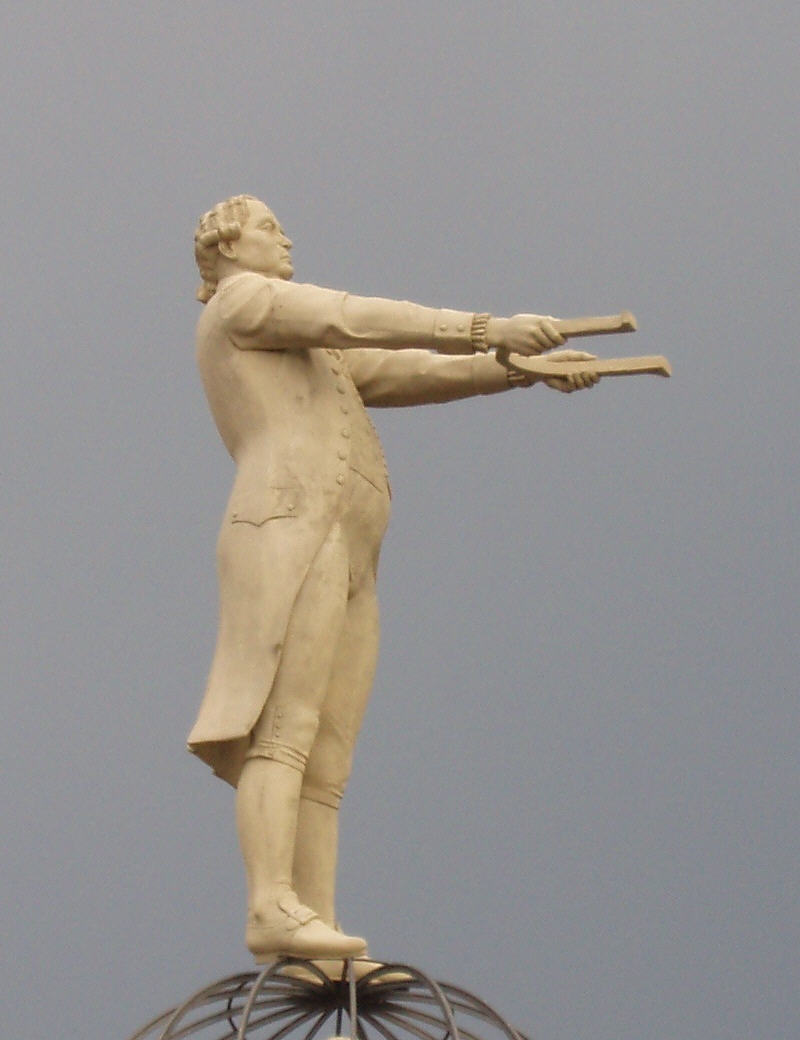
Plastika Petera Lenka v Meersburgu

Mesmer v té době zjistil, že účinek léčby se dostavuje, i když nepoužívá magnet a přikládá k tělu pacienta jen svoje ruce.
20. ledna 1777 nastoupila na jeho kliniku osmnáctiletá slepá pianistka a skladatelka Marie Theresie (von) Paradies (1759–1824), zázračné dítě, která oslepla ve třech letech. Paradiesová opět zčásti nabyla zraku, v jeho domě se zotavovala z dlouhotrvající choroby a tento případ Mesmera všeobecně proslavil. Vidoucí Marie Theresie však přestala být atrakcí a její schopnosti pianistky ochably, což ohrozilo finanční situaci rodiny. Její otec podle beletristického podání Stefana Zweiga údajně s tasenou šavlí vylomil dveře Mesmerova domu, domáhal se propuštění své dcery a inzultoval ji. Dcera však odmítla vrátit se domů a zůstala v Mesmerově opatrovnické péči. Následkem šoku měla údajně opět ztratit zrak. Otec navíc Mesmera obvinil, že se Marie Theresie stala Mesmerovou milenkou. Lékařská fakulta na základě této aféry povolala na Mesmera mravnostní policii a ten uprchl do Švýcarska.
V roce 1778 odjel do Paříže, kde si otevřel praxi. Přes své léčebné úspěchy však nenašel uznání u akademiků. Aby přesvědčil kritiky, vydal knihu Mémoire sur la découverte du magnétisme animal (1779), v níž si stěžoval na ignoranci akademické obce. Mesmer se ale přesto stal miláčkem nejen francouzské šlechty, ale i chudých vrstev. Aby se jeho metoda stala přístupnou široké veřejnosti, vyráběl totiž i levné magnetické nádoby pro chudé.
V březnu roku 1784 podepsal král Ludvík XVI. příkaz lékařské společnosti a akademii, aby přezkoumala mesmerismus v jeho možných důsledcích. Obě společnosti sestavily komisi, jejímiž členy byli např. Joseph Ignace Guillotin, Benjamin Franklin, astronom Bailly, chemik Lavoisier a botanik Jussieu. Závěry komise však byly velmi negativní. Dokonce bylo poukázáno na možné ohrožení mravnosti pacientů.
Po smrti své manželky a před důsledky revoluce (diktatury jakobínů) v roce 1791 odjel do Kostnice a v roce 1793 se vrátil opět do Vídně. Zde však byl podezříván z jakobínství, policejně šikanován, a proto se nakonec vrátil do rodného Švýcarska, kde žil až do své smrti.
V roce 1812 berlínská akademie opět prošetřovala živočišný magnetismus, a proto za Mesmerem odjel profesor Wolfart. Jeho zpráva byla kladná. Francouzská vláda Mesmerovi vyplácela doživotní rentu.
Dne 5. března 1815 zemřel u rodného Bodamského jezera.

## Dílo (výběr)
- Antonii Mesmer Dissertatio physico-medica de planetarum influxu, Dissertation, Wien 1766
- Schreiben über die Magnetkur, ohne Ort 1766
- Sendschreiben über die Magnetkur an einen auswärtigen Arzt, Wien 5. Januar 1775 (Sendschreiben an Johann Christoph Unzer in Altona)
- Zweites Schreiben an das Publikum, Wien 1775
- Drittes Schreiben an die Frankfurter, 1775
- Mémoire sur la découverte du magnetisme animal, Didot, Genf und Paris 1779 (Digitalisat der Erstausgabe[nedostupný zdroj], E-Text der Ausgabe Paris 1826 Archivováno 28. 8. 2008 na Wayback Machine.)
- Lettre à Monsieur Mesmer et autres pièces concernant la maladie de la Dlle. Berlancourt de Beauvais, Beauvais 1781
- Précis Historique Des Faits Relatifs Au Magnétisme-Animal Jusques En Avril 1781, London 1781 (Digitalisat[nedostupný zdroj])
- Lettre de M. Mesmer à M. le comte de C… d.d. Paris, 31. août 1784, 1784
- Lettre d'un médecin de Paris à un médecin de province, ohne Ort 1784
- Lettres de M. Mesmer à M. Vicq.-d'Azyr et à Messieurs les auteurs du Journal de Paris, Brüssel 1784
- Lettres de M. Mesmer à Messieurs les auteurs du Journal de Paris et à M. Franklin, ohne Ort 1784
- Théorie du monde et des êtres organisés suivant les principes de M…., Paris 1784 (Digitalisat[nedostupný zdroj])
- Aphorismes, hrsg. v. Louis Caullet de Veaumorel, Paris 1785 (Digitalisat[nedostupný zdroj])
- Correspondence de M. M[esmer] sur les nouvelles découvertes du baquet octrogone, de l'homme-baquet et du baquet moral, pouvant servir de suite aux aphorismes, hrsg. v. Alphonse Touissant Joseph André Marie Marseille de Fortia de Piles, François Jourgniac de Saint-Méard und Pierre Marie Louis de Boisgelin de Kerdu, Libourne, Paris 1785 (Digitalisat[nedostupný zdroj])
- Lettre de l'auteur de la découverte du magnétisme animal à l'auteur des Réflexions préliminaires, ohne Ort 1785 (Digitalisat[nedostupný zdroj])
- Supplément aux Observations de M. Bergasse, ou Règlemens des sociétés de l'harmonie universelle, ohne Ort 1785 (Digitalisat[nedostupný zdroj])
- Neue Beiträge zur praktischen Anwendung des Thierischen Magnetismus. In verschiedenen Abhandlungen…; Ein Nachtrag zu den Lehrsätzen des Hrn Mesmers …; Aus Hrn. Caullet de Veaumorel dritter Ausgabe mit möglichster Treue übersetzt, Straßburg 1786
- Introduction au magnétisme animal par M. P. Laurent, suivie des prinxcipaux aphorismes du docteur Mesmer, Lange-Lévy, um 1788 (Digitalisat[nedostupný zdroj])
- Lettres de F. A. Mesmer sur l'origine de la petite vérole et le moyen de la faire cesser, Paris 1799
- Mémoire de F. A. Mesmer … sur ses découvertes, Paris 1799 (Digitalisat[nedostupný zdroj])
- (fr) Memoires de Mesmer Archivováno 28. 8. 2008 na Wayback Machine.